# 本千葉站
本千葉站（日语：／ Hon-chiba eki */?）是東日本旅客鐵道（JR東日本）外房線的一個鐵路車站，位於千葉縣千葉市中央區長洲一丁目。

## 停靠路線
停靠此站的路線為外房線，並有內房線列車停靠。
千葉都市單軌電車「縣廳前站」可徒步4分鐘，京成電鐵「千葉中央站」徒步10分鐘到達。

## 車站構造
本站是一高架車站，由千葉站直接管理。站房位於高架正下方。站內設有綠色窗口。2007年12月，增設升降機和扶手電梯連接月台和大堂。
本站附近有京成千原線與外房線平行而駛，但沒有在本站附近地區設站。

### 月台配置
月台位於2樓，為島式月台1面2線設計。與蘇我站月台相比，本站月台較窄，容納人數相對較少。
| 月台 | 路線                    | 方向 | 目的地                 |
| ---- | ----------------------- | ---- | ---------------------- |
| 1    | ■外房線                 | 下行 | 大網、茂原、勝浦方向   |
| 1    | ■內房線                 | 下行 | 五井、木更津、館山方向 |
| 2    | ■外房線 （包括■內房線） | 上行 | 千葉、東京方向         |

（來源：JR東日本:車站構內圖 （页面存档备份，存于））

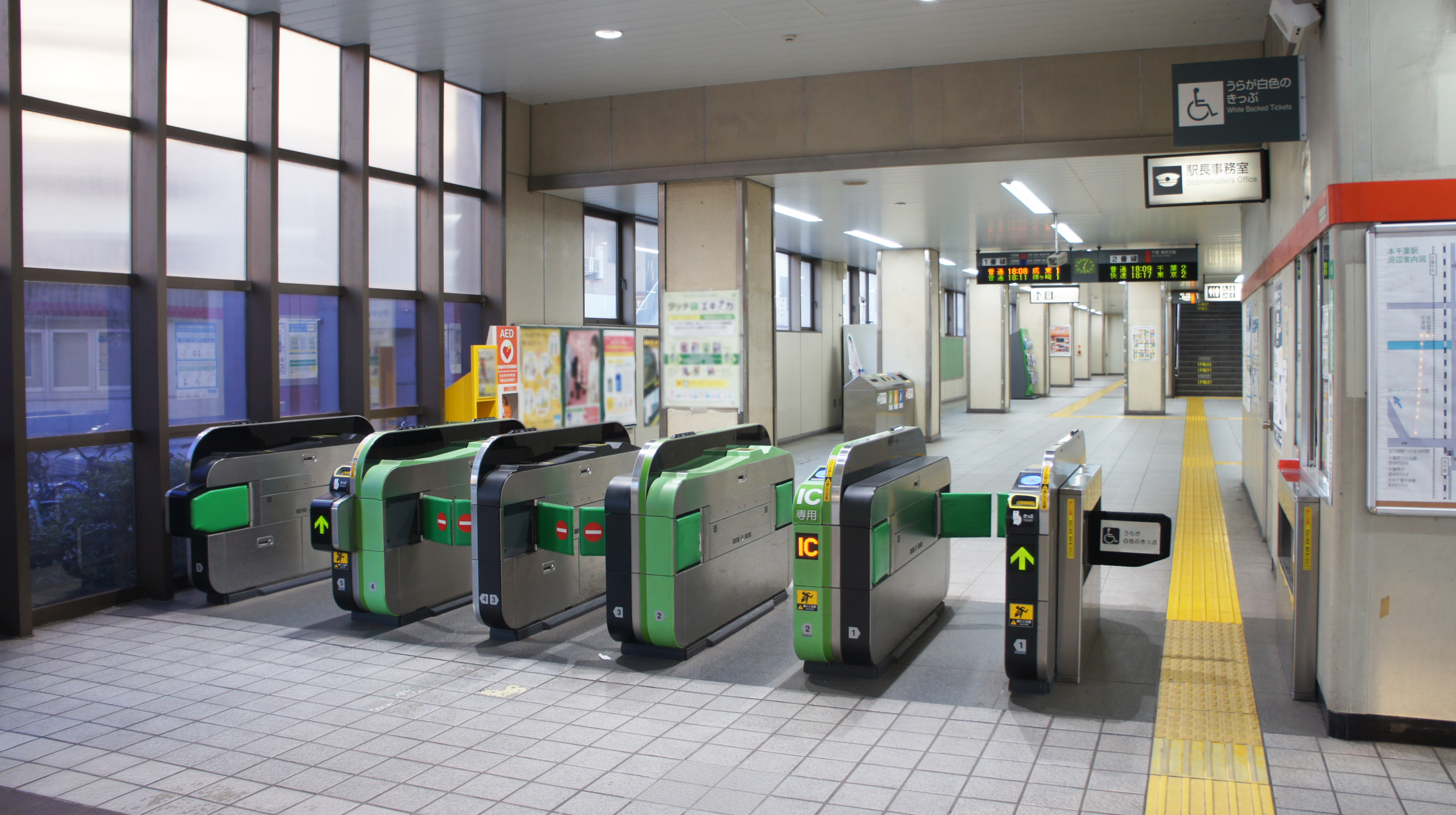
閘口（2021年5月）
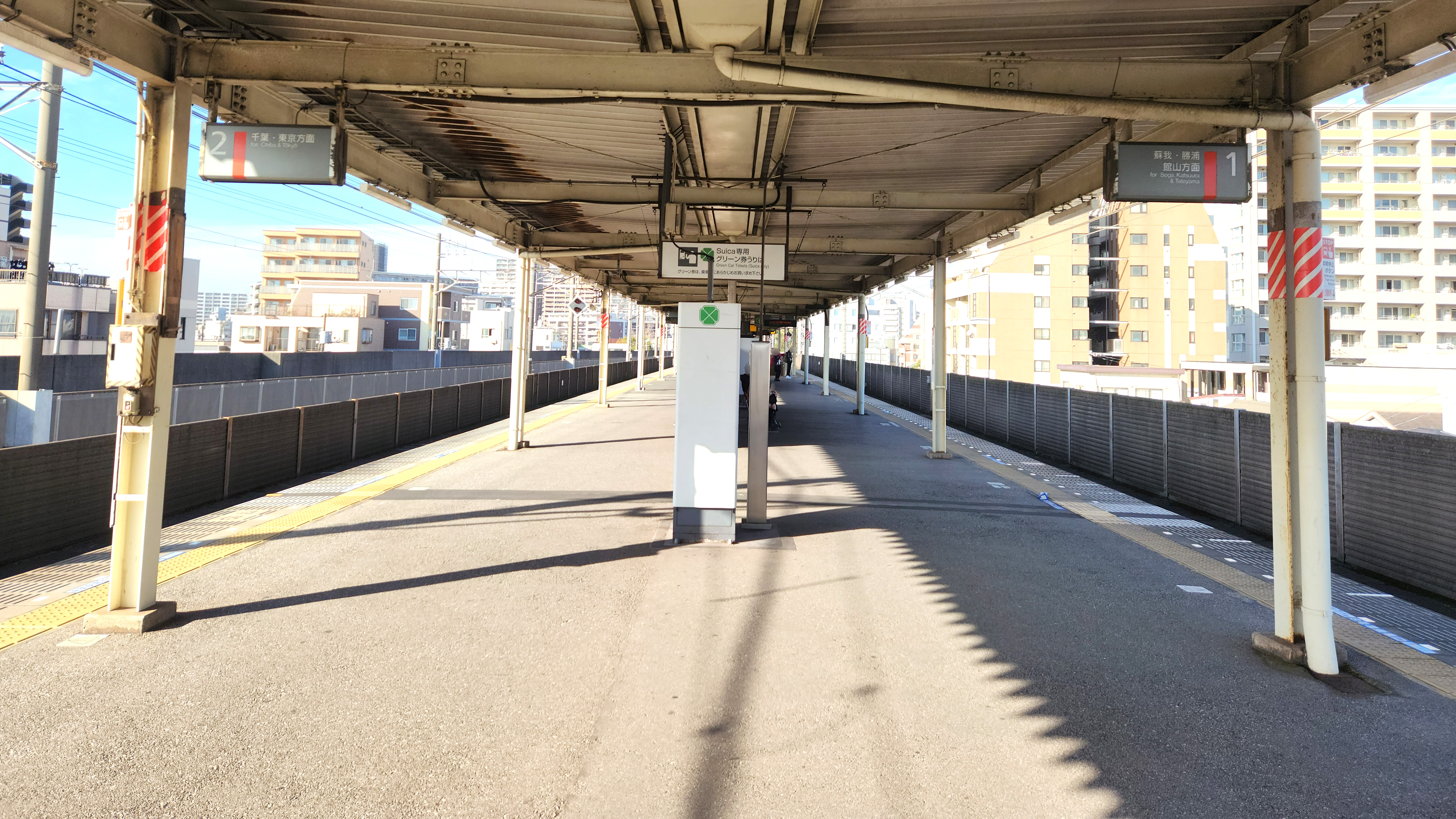
1、2號月台（2023年12月）

## 使用情況
2019年（令和元年）度1日平均上車人次為11,901人。
近年的1日平均上車人次推移如下表。
| 年度               | 1日平均 上車人次 | 來源     |
| ------------------ | ---------------- | -------- |
| 1990年（平成02年） | 6,920            | [ * 1 ]  |
| 1991年（平成03年） | 7,443            | [ * 2 ]  |
| 1992年（平成04年） | 7,881            | [ * 3 ]  |
| 1993年（平成05年） | 8,124            | [ * 4 ]  |
| 1994年（平成06年） | 8,191            | [ * 5 ]  |
| 1995年（平成07年） | 7,866            | [ * 6 ]  |
| 1996年（平成08年） | 7,608            | [ * 7 ]  |
| 1997年（平成09年） | 7,435            | [ * 8 ]  |
| 1998年（平成10年） | 7,384            | [ * 9 ]  |
| 1999年（平成11年） | 7,010            | [ * 10 ] |
| 2000年（平成12年） | 7,037            | [ * 11 ] |
| 2001年（平成13年） | 7,338            | [ * 12 ] |
| 2002年（平成14年） | 7,575            | [ * 13 ] |
| 2003年（平成15年） | 7,622            | [ * 14 ] |
| 2004年（平成16年） | 7,814            | [ * 15 ] |
| 2005年（平成17年） | 7,881            | [ * 16 ] |
| 2006年（平成18年） | 7,939            | [ * 17 ] |
| 2007年（平成19年） | 7,985            | [ * 18 ] |
| 2008年（平成20年） | 8,146            | [ * 19 ] |
| 2009年（平成21年） | 8,469            | [ * 20 ] |
| 2010年（平成22年） | 8,643            | [ * 21 ] |
| 2011年（平成23年） | 9,069            | [ * 22 ] |
| 2012年（平成24年） | 9,341            | [ * 23 ] |
| 2013年（平成25年） | 9,807            | [ * 24 ] |
| 2014年（平成26年） | 10,024           | [ * 25 ] |
| 2015年（平成27年） | 10,458           | [ * 26 ] |
| 2016年（平成28年） | 10,798           | [ * 27 ] |
| 2017年（平成29年） | 11,258           | [ * 28 ] |
| 2018年（平成30年） | 11,605           |          |
| 2019年（令和元年） | 11,901           |          |

## 車站周邊
本站位於千葉市中心地區，不論是千葉縣廳和千葉地方裁判所等政府機關均位於本站東北方而非千葉站付近。

### 東口（市場町、長洲、未廣、亥鼻、葛城）
- 千葉縣廳
  - 千葉縣廳內郵政局
- 千葉縣中央圖書館
- 千葉都市單軌電車1號線縣廳前站－步行大約5分鐘
- Daily Yamazaki本千葉店
- 柏戶醫院
- 千葉市未廣中學校
- 千葉市武道館
- 千葉大學醫學院、護理學院
- 千葉縣千葉中學校、高等學校

### 西口（長洲、寒川、港町）
- 千葉寒川郵政局
- 寒川神社
- 嚴島神社
- 千葉市寒川小學校
- 千葉市寒川保育所

## 巴士路線
最接近本站的巴士站是「本千葉站停留所」，位於站前的道路上。以下路線均由小湊鐵道巴士營運：
- 往JR千葉站（經縣廳前）
- 往京成千葉站（經縣廳前）
- 往八幡宿站西口（經蘇我站西口、鹽田營業所前、濱野站前）
- 往濱野（經蘇我站西口、鹽田營業所前）
- 往Longwood Station購物中心（經蘇我站西口、濱野站東口、千原台站入口、喜多）
- 往喜多（經蘇我站西口、濱野站東口、千原台站入口）
- 往大嚴寺（經宮崎公民館）

## 歷史
本站於1896年（明治29年）隨房總鐵路開通，屬日本早期啟用的鐵路車站。本站開業時名為寒川站，在1902年（明治35年）才改為現稱。初期建在現京成電鐵千葉中央站附近，但因站房在第二次世界大戰中受盟軍空襲而被炸毀，加上政府推動重整住宅區土地和基建發展，故國鐵決定將站房遷到現址重建。
房總鐵路自1907年（明治40年）被國有化後，被命名為房總線。其後歷經數次路線重組和更名後，最終於1972年（昭和47年）
- 1896年（明治29年）2月25日：房總鐵路寒川站開業（地點在現在的千葉中央站附近），當時只開通千葉站經本站連接蘇我站。本站開業時兼營客貨運業務。
- 1902年（明治35年）1月28日：更名為本千葉站。
- 1907年（明治40年）9月1日：房總鐵路被國有化，成為日本國鐵的車站。
- 1945年（昭和20年）：在千葉縣空襲中被炸毀。
- 1958年（昭和33年）2月1日：為協助振興千葉市經濟，本站被遷到現址重建。
- 1960年（昭和35年）7月15日：本站至蘇我站段完成複線化。
- 1961年（昭和36年）9月10日：停辦貨運業務。
- 1963年（昭和38年）4月28日：本站至千葉站段完成複線化。
- 1968年（昭和43年）7月13日：千葉站經本站至木更津站段完成電氣化。
- 1972年（昭和47年）：昭和天皇前往視察千葉縣癌症中心時，在本站下車。
- 1987年（昭和62年）4月1日：國鐵分割民營化，本站由JR東日本接手經營。
- 2001年（平成13年）11月18日：智能卡系統Suica啟用。
- 2010年（平成22年）12月4日：完成延長本站月台至可容納15輛列車，並成為總武線快速列車停靠站[2][3]。

## 相鄰車站
東日本旅客鐵道
■外房線、■內房線（內房線至蘇我站為止，外房線）
■特別快速
通過
■快速、■普通（各站停車）
千葉－本千葉－蘇我

### 使用情況
1. ↑  千葉県統計年鑑 （页面存档备份，存于） - 千葉県
2. ↑  千葉市統計書 （页面存档备份，存于） - 千葉市

JR東日本2000年度以後上車人次
1. ↑  各駅の乗車人員（2000年度） （页面存档备份，存于） - JR東日本
2. ↑  各駅の乗車人員（2001年度） （页面存档备份，存于） - JR東日本
3. ↑  各駅の乗車人員（2002年度） （页面存档备份，存于） - JR東日本
4. ↑  各駅の乗車人員（2003年度） （页面存档备份，存于） - JR東日本
5. ↑  各駅の乗車人員（2004年度） （页面存档备份，存于） - JR東日本
6. ↑  各駅の乗車人員（2005年度） （页面存档备份，存于） - JR東日本
7. ↑  各駅の乗車人員（2006年度） （页面存档备份，存于） - JR東日本
8. ↑  各駅の乗車人員（2007年度） （页面存档备份，存于） - JR東日本
9. ↑  各駅の乗車人員（2008年度） （页面存档备份，存于） - JR東日本
10. ↑  各駅の乗車人員（2009年度） （页面存档备份，存于） - JR東日本
11. ↑  各駅の乗車人員（2010年度） （页面存档备份，存于） - JR東日本
12. ↑  各駅の乗車人員（2011年度） （页面存档备份，存于） - JR東日本
13. ↑  各駅の乗車人員（2012年度） （页面存档备份，存于） - JR東日本
14. ↑  各駅の乗車人員（2013年度） （页面存档备份，存于） - JR東日本
15. ↑  各駅の乗車人員（2014年度） （页面存档备份，存于） - JR東日本
16. ↑  各駅の乗車人員（2015年度） （页面存档备份，存于） - JR東日本
17. ↑  各駅の乗車人員（2016年度） （页面存档备份，存于） - JR東日本
18. ↑  各駅の乗車人員（2017年度） （页面存档备份，存于） - JR東日本
19. ↑  各駅の乗車人員（2018年度） （页面存档备份，存于） - JR東日本
20. ↑  各駅の乗車人員（2019年度） （页面存档备份，存于） - JR東日本

千葉縣統計年鑑
1. ↑  .   [2020-07-31]. （原始内容存档于2020-01-08）.
2. ↑  .   [2020-07-31]. （原始内容存档于2020-01-08）.
3. ↑  .   [2020-07-31]. （原始内容存档于2020-01-08）.
4. ↑  .   [2020-07-31]. （原始内容存档于2020-01-08）.
5. ↑  .   [2020-07-31]. （原始内容存档于2020-01-08）.
6. ↑  .   [2020-07-31]. （原始内容存档于2020-01-08）.
7. ↑  .   [2020-07-31]. （原始内容存档于2020-01-08）.
8. ↑  .   [2020-07-31]. （原始内容存档于2020-01-08）.
9. ↑  .   [2020-07-31]. （原始内容存档于2020-01-08）.
10. ↑  .   [2020-07-31]. （原始内容存档于2017-09-30）.
11. ↑  .   [2020-07-31]. （原始内容存档于2017-09-30）.
12. ↑  .   [2020-07-31]. （原始内容存档于2017-09-30）.
13. ↑  .   [2020-07-31]. （原始内容存档于2017-09-30）.
14. ↑  .   [2020-07-31]. （原始内容存档于2017-09-30）.
15. ↑  .   [2020-07-31]. （原始内容存档于2017-09-30）.
16. ↑  .   [2020-07-31]. （原始内容存档于2020-01-08）.
17. ↑  .   [2020-07-31]. （原始内容存档于2020-01-08）.
18. ↑  .   [2020-07-31]. （原始内容存档于2020-01-08）.
19. ↑  .   [2020-07-31]. （原始内容存档于2017-08-30）.
20. ↑  .   [2020-07-31]. （原始内容存档于2017-08-30）.
21. ↑  .   [2020-07-31]. （原始内容存档于2017-08-30）.
22. ↑  .   [2020-07-31]. （原始内容存档于2017-08-30）.
23. ↑  .   [2020-07-31]. （原始内容存档于2017-08-30）.
24. ↑  .   [2020-07-31]. （原始内容存档于2017-08-11）.
25. ↑  .   [2020-07-31]. （原始内容存档于2017-08-11）.
26. ↑  .   [2020-07-31]. （原始内容存档于2017-08-11）.
27. ↑  .   [2020-07-31]. （原始内容存档于2020-04-24）.
28. ↑  .   [2020-07-31]. （原始内容存档于2020-04-24）.

## 外部連結
- 車站資訊（本千葉）：東日本旅客鐵道

35°36′4″N 140°7′15.5″E / 35.60111°N 140.120972°E